# 馬特森 (伊利諾伊州)
馬特森（英語：Matteson）是位於美國伊利諾伊州庫克縣的一個村落。

## 地理
馬特森的座標為41°30′34″N 87°44′49″W / 41.50944°N 87.74694°W，而該地最高點為海拔高度215米（即705英尺）。

## 人口
根據2010年美國人口普查的數據，馬特森的面積為24.18平方千米，當中陸地面積為24.09平方千米，而水域面積為0.09平方千米。當地共有人口19009人，而人口密度為每平方千米786人。